# لا کانیادا فلینتریج (کالیفرنیا)
لا کانادا فلینتریج (به انگلیسی: La Cañada Flintridge) شهری در شهرستان لس‌آنجلس ایالت کالیفرنیا است که در سرشماری سال ۲۰۱۰ میلادی، ۲۰۲۴۶ نفر جمعیت داشته است.